# Sandrine Hervet
Pour les articles homonymes, voir Hervet.
Sandrine Hervet, née en 1966, est une joueuse française de water-polo.

## Carrière
Avec l'équipe de France féminine de water-polo avec laquelle elle compte 19 sélections, Sandrine Hervet est médaillée de bronze aux Championnats d'Europe 1989.